# Sosnogorsk
Sosnogorsk (Russisch: Сосногорск) is een stad in de Russische autonome republiek komi. De stad ligt op de linker oever van de rivier de Izjma, in het stroomgebied van de Petsjora. Gedurende de Sovjet-tijd was er een Goelag hier.

## Galerij

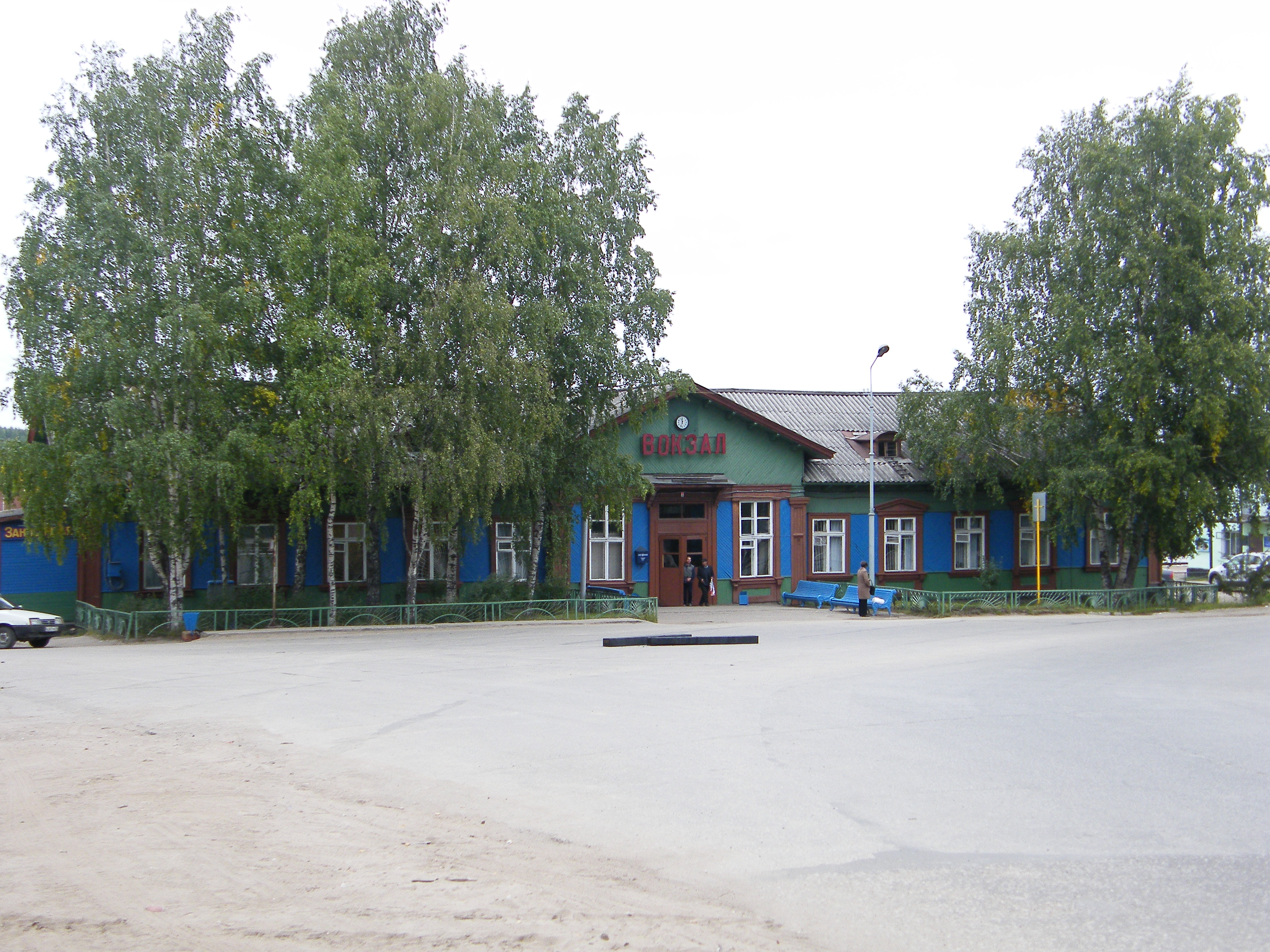
Het stationsplein
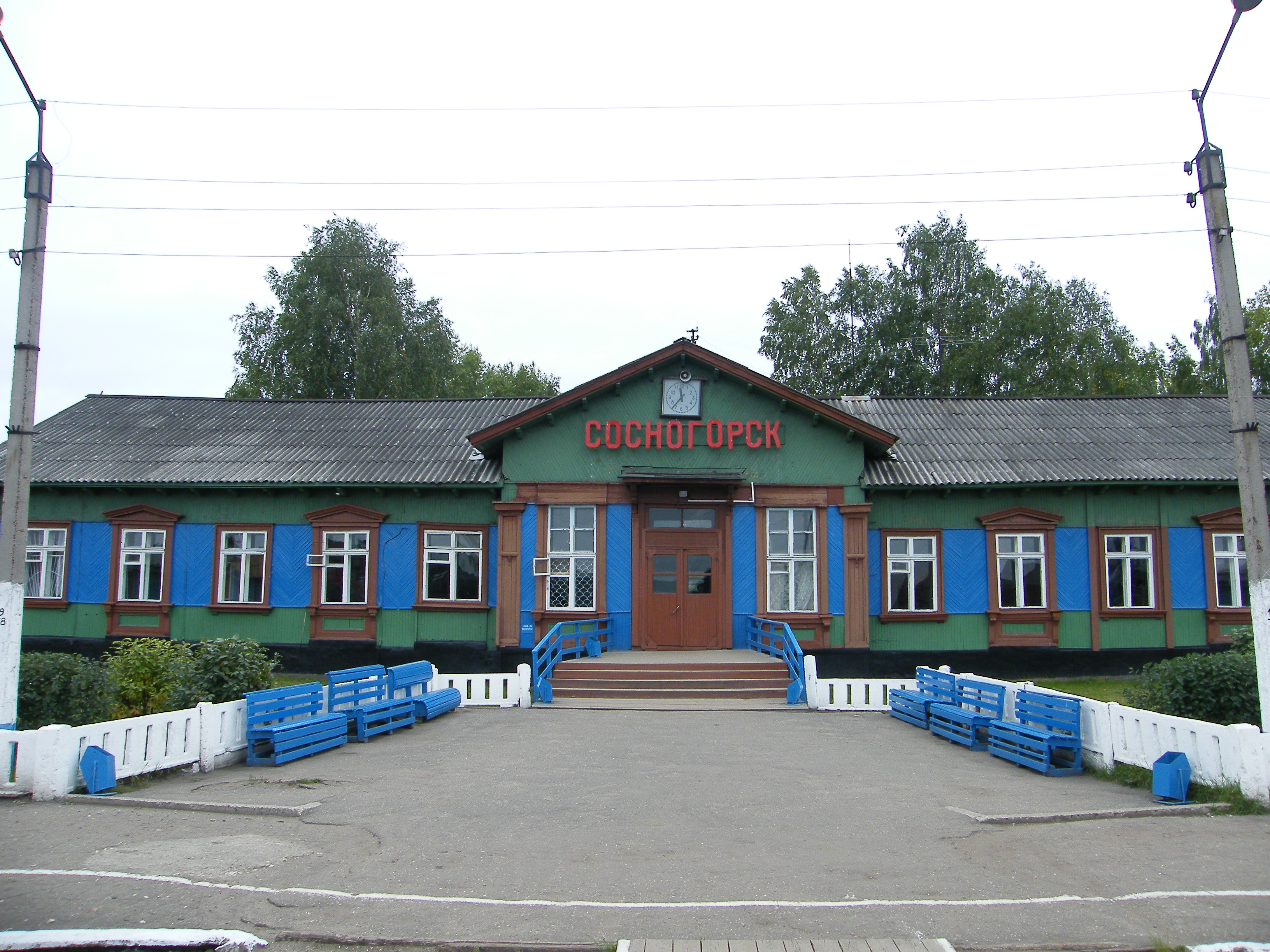
Het stationsgebouw in Sosnogorsk

Bestuurlijk centrum: Syktyvkar

Jemva · Inta · Mikoen · Oechta · Oesinsk · Petsjora · Sosnogorsk · Voektyl · Vorkoeta